# Bolyphantes luteolus
Bolyphantes luteolus là một loài nhện trong họ Linyphiidae. Con cái có kích thước 3,5–4 mm, con đực 3-3,5 mm.